# Elecciones a la Cámara de Representantes de los Estados Unidos de 2010 en Dakota del Norte
Las Elecciones a la Cámara de Representantes de los EE. UU. de 2010 en Dakota del Norte fueron unas elecciones que se hicieron el 2 de noviembre de 2010 para escoger al Representante por el estado de Dakota del Norte en el 112.º Congreso de los Estados Unidos, cuyo término es de 2 años. El único distrito congresional en juego y del estado, lo ganaron los Republicanos.